# Gerhard Meyer (Regisseur)
Gerhard Meyer (* 29. Dezember 1915 in Chemnitz; † 21. Juni 2002 ebenda) war ein deutscher Schauspieler, Regisseur und Intendant.

## Leben
Meyer begann seine Theaterlaufbahn Anfang der 1950er Jahre am Deutschen Theater Berlin als Assistent von Wolfgang Langhoff und Wolfgang Heinz und später als Mitarbeiter von Heinz an der Neuen Scala in Wien.
Von 1957 bis 1966 war Meyer Intendant in Potsdam und übernahm im Anschluss bis 1990 die Intendanz der städtischen Bühnen Chemnitz. Während seiner Zeit in Chemnitz entdeckte und förderte Meyer Nachwuchs-Regisseure und -Schauspieler. So holte er unter anderem die Regisseure Siegfried Höchst und, im Jahr 1986, Frank Castorf an sein Haus und arbeitete zudem mit Jutta Wachowiak, Michael Gwisdek, Jörg Gudzuhn, Peter Sodann, Cornelia Schmaus, Ulrich Mühe und Corinna Harfouch zusammen.
Meyer war Ehrenmitglied des Städtischen Theaters Chemnitz. 1980 erhielt er den Nationalpreis der DDR III. Klasse. 1985 wurde er mit dem Vaterländischen Verdienstorden in Gold ausgezeichnet.

## Filmografie
- 1988: Die Schauspielerin
- 1991: Jugend ohne Gott

## Theater (Darsteller)
- 1951: Juri Burjakowski: Julius Fucik – Regie: Wolfgang Langhoff (Deutsches Theater Berlin)

## Theater (Regie)
- 1957: Maxim Gorki: Die Feinde – (Hans Otto Theater Potsdam)
- 1972: Michail Rostschin: Valentin und Valentina (Städtische Theater Karl-Marx-Stadt)
- 1975: Alexander Wampilow: Letzten Sommer in Tschulimsk (Städtische Theater Karl-Marx-Stadt)
- 1977: Maxim Gorki: Jegor Bulytschow und andere  (Städtische Theater Karl-Marx-Stadt)